# ناوكي ياناغي
ناوكي ياناغي (باليابانية: 矢薙直樹؛ بالكانا: やなぎ なおき) هو مؤدي صوت ياباني، ولد في 1 نوفمبر 1972 في طوكيو في اليابان.

## أدوارها في الأنمي

### مسلسلات أنمي تلفزيونية
- ذا غالكسي ريلويز - مانابو يوكي

## وصلات خارجية
- الموقع الرسمي
- ناوكي ياناغي على موقع IMDb (الإنجليزية)
- ناوكي ياناغي على موقع ميوزك برينز (الإنجليزية)
- ناوكي ياناغي على موقع كينوبويسك (الروسية)
- ناوكي ياناغي على موقع ANN person (الإنجليزية)